# Генизъм
Генизъм е хипотезата, че отличителни човешки характеристики и качества са предопределени от гените.

## В популяраната култура
Геноизъм е неологизъм въведен от Андрю Никъл, режисьор и сценарист на филма Гатака (Gattaca), където прогнози за физическото и умствено представяне и възможности са правени на базата на ДНК, взимана от коса, нокти и т.н.
| „                               | Моят баща беше прав. Няма значение колко лъжех в резюмето си. Моето истинско резюме беше в клетките ми. Защо някой ще инвестира всички тези пари да тренира и обучава мен, когато има хиляди други кандидати с много по-чист профил? Разбира се, не е законно да се дискриминира, 'геноизъм' се нарича. Но никой не взима под внимание закона. Ако откажете да се разкриете, те винаги могат да вземат проба от дръжката на врата или от ръкостискане, дори и от слюнката на плика на вашата молба за приемане на работа. И при съмнение един легален тест за дрога може лесно да се превърне в нелегално надничане в бъдещето ти в компанията. | “ |
| — Винсент Фрийман, Гатака, 1997 | |   |

## Генетична дискриминация
Генетична дискриминация е налице, когато хората са третирани различно, заради определени генетични предразположения или дадености.